# Histoire de l'Occitanie pendant le régime de Vichy
 (mai 2017).
Si vous disposez d'ouvrages ou d'articles de référence ou si vous connaissez des sites web de qualité traitant du thème abordé ici, merci de compléter l'article en donnant les références utiles à sa vérifiabilité et en les liant à la section « Notes et références ».
Lors de la Seconde Guerre mondiale, la France est divisée par les occupants. Les contours de la zone non-occupée ressemblent fort à la carte du midi occitan et franco-provençal, à l'exception des régions atlantiques et alpines. Ainsi, avec sa capitale à Vichy, la zone libre correspond grossièrement au territoire de l’Occitanie. Des traditionalistes occitans y voient dans son existence une chance pour créer un pays tel qu'il le rêvent : régionaliste, décentralisé et faisant une place à l’enseignement de l’occitan. Certains régionalistes vont se compromettre avec le régime de Vichy en collaborant avec l’Allemagne, comme Louis Alibert. Toutefois, passé une courte période, Vichy prend un tournant technocratique  et se convertit à un jacobinisme centralisateur français. Le mouvement régionaliste sort profondément affaibli de cette période, n’ayant pu obtenir que de faibles concessions du régime et ayant été discrédité à la libération par l’emprisonnement de beaucoup de félibres. Cependant, la résistance a été très forte par endroits et le niveau de collaborationnisme n’a jamais atteint celui d'autres mouvements régionalistes français comme le mouvement breton, et dans une moindre mesure, les mouvements corses et alsaciens. En 1945, la création de l’IEO se rattache clairement à la résistance.

## Après la défaite face à l’Allemagne
Le 25 juin 1940, les hostilités cessent entre les troupes françaises et allemandes : ces dernières occupent la France. Cependant, le Midi de la France n'est pas occupé immédiatement par le Reich, et Bordeaux accueille pendant quelque temps le gouvernement.

La France coupée en quatre : zone libre, zone occupée, départements annexés et du Nord de la France directement sous administration militaire allemande.

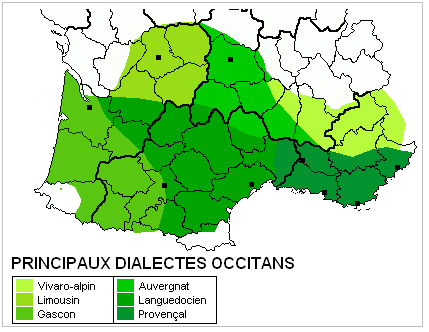
Aire de diffusion de l’occitan.

Après l’armistice du 22 juin 1940 (signé dans la clairière de Rethondes en forêt de Compiègne) qui délimite les zones d'occupation, tout le Midi de la France, à l'exception de la côte atlantique, fait partie du territoire — la zone libre — placé sous l'autorité directe du gouvernement du maréchal Pétain, couramment appelé gouvernement de Vichy du nom de la ville où il s'installe. Vichy est une ville cependant très proche de la ligne de démarcation. Le maréchal est soutenu, entre autres, par le Provençal Charles Maurras et son mouvement l’Action française, tandis que l’Auvergnat Pierre Laval devient vice-président du Conseil. Une grande partie de la mouvance de défense de l’occitan comme le Félibrige ou la Société d'études occitanes (ancêtre de l’IEO) se rallie au nouveau régime, en raison notamment des propos du maréchal Pétain en faveur du « retour à la région » ; Toulouse appuie également le régime et espère pouvoir profiter des circonstances pour obtenir plus de décentralisation et la possibilité d'enseigner la langue locale. Des préfectures régionales sont créées, regroupant plusieurs départements et exerçant des fonctions larges liées à l'approvisionnement, au maintien de l'ordre et à la propagande. Ces préfectures sont contrôlées par des adeptes du nouveau régime.
Le Bordelais Pierre-Louis Berthaud (1899-1956) est nommé en 1940 au ministère de l’Information et crée le Centre permanent de défense de la langue d’oc, conçu comme un bureau de presse, mais qui ne parvient pas à fonctionner correctement. Depuis ce poste, il aide les catalanistes exilés comme Pompeu Fabra et il collabore avec le résistant Charles Camproux avant d'être déporté au camp de Dachau en 1944.

## Les rapports avec le régime de Vichy
En ce qui concerne les publications en langue d’oc, avant le début de la guerre, différentes revues félibréennes ont cessé d’éditer, à cause de la censure et du manque de papier, ce qui provoquera la dispersion aussi bien des auteurs que des lecteurs. Parmi celles-ci Lo Gai Saber, Lo Bornat, Reclams de Biarn et Gascougne, Era Bouts dera Mountanho, Calendau, Trencavel, Marsyas et La Pignato. Une fois l’armistice signé, ces revues essaient de relancer leur publication. Déjà en janvier 1940 Pierre-Louis Berthaud, animateur des Amis de la Langue d’Oc avait relancé la revue Oc (éteinte depuis 1934) à Paris ; entre mai et juin le félibre Joseph Loubet fait de même avec la Gazeto Loubetenco ; en janvier 1941 A. J. Boussac de la SEO lance La Terra d’Oc ; à Aix-en-Provence, Marius Jouveau et son fils René sortent la revue Fe.
De toutes ces revues, celle qui s’est maintenue le plus longtemps durant cette période fut La Terra d’Oc, qui a été publiée de janvier 1940 à août 1945. Elle émane de l’union des revues Occitània, organe de la jeunesse occitaniste dirigé par Charles Pélissier, Clardeluno (E. Vieu et E. Barthe) et de Lo Ligam d'Albigés. Le rédacteur en chef de La Terra d’Oc est A. J. Boussac et l'administration de la revue est confiée à Ernest Vieu (auteur de théâtre et directeur artistique de La Tropa Teatrale dels Cigalous Narbouneses)  et Laurent Malaterre, à Toulouse ; le Catalan Josep Castellví, mort en 1942, fut chargé de l’impression. La revue a pour but d’informer sur l’activité culturelle et linguistique locale et par cette revue chacun pouvait développer toute opinion politique servant le fort régionalisme de Pétain. On a publié dans La Terra d'Oc les jeunes poètes Pèire Roqueta, Ismaël Girard et Loïs Alibert, et grâce à la revue furent publiés les livres Fanga e fum de Léon Cordes « Clardeluno », Un amor de poèta de Marcèl Carrière, Lo cat de la coa corta de Boussac et La font de Berdilha de Joseph Maffre.
En septembre 1940, Pétain enverra au Comité Mistralien de Maillane le message célèbre dans lequel il fait l’éloge de Mistral et du régionalisme du Félibrige. Ceci profite à Boussac, nommé majoral du Félibrige à la mort d'Émile Barthe le 12 mai 1940, pour assumer aussi la direction de la SEO et unifier les deux organisations. En février 1941 il consacre un numéro aux projets et initiatives pour unifier les félibres et les occitanistes. Ismaël Girard propose la création, pour chaque département, de commissions d'action et de propagande régionalistes, et des sections de la revue La Terra d'Oc sont créées durant l'automne : Terra Catalana (dirigée par Alfons Mias, Josep-Sebastià Pons, E. Caseponde et E. Guiter) ; Terra Provençala (dirigée par A. Conio, Pèire Roqueta i Jòrdi Rèbol) ; Terra Gascona (dirigée par Ismaël Girard) ; Terra Lemosina (dirigée par Jean Mouzat) ; Terra Alvernesa (dirigée par Boussac, Camproux et Pèire Azema).
En 1942 ils se consacrèrent, sous le patronage de Girard, à la célébration du Cinquantième Anniversaire de la Déclaration Fédéraliste de 1892, mais à la fin de 1942 le projet dut s'arrêter à cause de l'occupation allemande de tout le territoire occitan, du manque de papier et des difficultés économiques. La collection de poésie Messatges a cependant pu être éditée, présentant les membres de la future génération de 1945 : Robert Lafont, Bernard Manciet, D. Saurat, P. Lagarda, plus engagés. C'est à ce moment que le gouvernement de Vichy institue le service du travail obligatoire (STO), qui enverra de nombreux prisonniers aux travaux forcés en Allemagne, parmi eux le futur écrivain Joan Bodon.
Dès 1943 participent à la revue le jeune Robert Lafont et le groupe Novèl Lemosin de Jean Mouzat, Raymond Buche et Antoine Dubernard. Lafont dirigera la page Occitània, qui se voulait  être un organe de la jeunesse occitaniste. La même année, une Fédération de la Jeunesse Occitane sera organisée clandestinement avec différents noyaux à Clermont-Ferrand (avec Clarence Lelong), à Saint-Rémy-de-Provence (avec Marcel Bonnet), à Brive-la-Gaillarde (avec J. Segonds), en Rouergue (avec Rudelles), à Castelnaudary (avec A. Peyre) et le soutien individuel de Pierre Lagarde et Félix Castan qui appellent à surpasser le Félibrige et en critiquent la graphie. En février 1943 la publication Oc s'émancipe comme organe de la SEO, dont le futur IEO copiera la devise La fe sens obra, mòrta es, et tous les jeunes occitanistes la rejoignent. Boussac démissionne alors de la SEO et se retrouve seul. En octobre 1943 est éditée la revue La Relha (organe des jeunesses paysannes) sous la direction de Louis Soubiès (ingénieur de l'École Supérieure d'Agriculture de Purpan) mais sous le contrôle et la coupe de La Terra d'Oc.
En 1943 paraît, dans la revue française les Cahiers du Sud, un numéro qui contribue à faire connaître le fait occitan (grâce aux collaborations de Simone Weil, Tristan Tzara, Louis Aragon et d'autres, tous réfugiés dans le Sud) avec notamment le travail de René Nelli et de Joë Bousquet : Le génie d'oc et l'homme méditerranéen.
À la fin de la guerre, le mouvement occitan connaît l'épuration : les collaborateurs les plus en vue ont été jugés et condamnés. Maurras est condamné à mort, mais il est gracié et mis en prison. Alibert aussi a été jugé comme collaborateur et condamné. La reprise des activités après la guerre prend d'autres chemins : l'IEO remplace la SEO discréditée par le comportement de Louis Alibert et le Félibrige perd de son crédit en raison de ses atermoiements passés.
Si certains occitanistes se sont compromis avec le régime de Vichy, d’autres ont rejoint les maquis du Limousin, d’Auvergne et du Rouergue. C’est notamment le cas du romancier occitan Pau Gayraud, ancien combattant de la Première Guerre mondiale, félibre depuis 1933, fondateur avant guerre de la revue La Campana, qui rejoint  les maquis des Forces françaises de l'intérieur dès 1941. Membre actif des Mouvements unis de la Résistance puis des Mouvements de libération nationale, publiant dès 1941 à Rodez des Images de l'an quarante, il écrira en 1945-1946 deux volumes de souvenirs du maquis.